# Kallithéa (ort i Grekland, Nordegeiska öarna)
Kallithéa (Kallithea) är en ort i Grekland.   Den ligger i prefekturen Nomós Sámou och regionen Nordegeiska öarna, i den östra delen av landet, 250 km öster om huvudstaden Aten. Kallithéa ligger 313 meter över havet och antalet invånare är 136. Den ligger på ön Samos.
Terrängen runt Kallithéa är varierad. Havet är nära Kallithéa västerut.  Närmaste större samhälle är Néon Karlovásion, 12,5 km nordost om Kallithéa. 